# CryptTalk
A CryptTalk biztonságos hívás és azonnali üzenetküldés szolgáltatásokat nyújtó kommunikációtitkosító alkalmazás. A rendszert az Arenim Technologies tervezte és fejleszti.

## Jellemzők
Az alkalmazás magát a mobilhívást titkosítja, az egyik eszközről induló információcsomagot csak a fogadó mobil tudja visszafejteni. Ez abban az esetben is igaz, ha a megoldás forráskódja vagy a központi szerverekhez való hozzáférés áll valaki rendelkezésére (nincsenek továbbító szerverek, nem történik naplózás), így semmilyen harmadik fél, még maga a fejlesztő sem tud mit kezdeni az információköteggel.
Az alkalmazás a legbiztonságosabb, nemzetközileg is elfogadott titkosítási eljárásokat (átvitel titkosítás AES-256 CTR eljárással, kulcscsere Elliptic-Curve Diffie-Hellman algoritmussal és RSA-2048 digitális aláírással) használja.
Az Arenim Technologies AB., illetve a CryptTalk szolgáltatás nem kötődik semmilyen kormányzathoz vagy politikai szervezet - a vállalat és a szolgáltatás politikai befolyástól mentes és nem rendelkezik semmilyen szerződéssel, mely függetlenségét és a szolgáltatás jellegét veszélyeztetné.